# Fragatini western
El fragatini western és el nom que reben els films de tipus western rodats a la zona de Fraga i al despoblat de Cardell al llarg dels anys seixanta i setanta del segle passat. Balcázar Producciones en foren els principals impulsors, juntament amb altres productors i inversors italians.
Es van rodar gairebé 30 pel·lícules, entre les quals destaquen:
- Pistoleros de Arizona (1965)
- Una pistola para Ringo (1965)
- El retorno de Ringo (1966)
- Yankee (1966)